# ミヤコグサ
ミヤコグサ（都草、学名: Lotus japonicus）は、マメ亜科の多年草。

## 特徴
茎は根元で分枝して、地表を匍匐して成長する。初開花時における草丈は10 - 30 cm程度となり，系統によって匍匐性に違いがみられる。葉は三出複葉で葉柄の基部に2枚の托葉がつき，互生する。葉は白っぽい緑で、かすかに粉を吹いたように見え、やや厚みがあり，卵形 - 楕円形で全縁。4 - 8月に花柄を伸ばし，花柄の先端に1 - 3個の黄色い花を咲かせる。まれに越年した個体は4個の花をつける場合もある。花は典型的な蝶形花であり，栽培条件下においては，翼弁が開かずに自動自家受粉をする。萼は筒状で先は裂ける。萼片は萼筒より短いか同長。茎，葉，萼は基本的には無毛である。果実は豆果で細長い円柱形，熟すると2つに割れて種子を散布する。
根には他マメ科植物と同様に根粒を形成し，根粒菌と窒素固定共生を営む。根粒は典型的なdeterminate型であり，水平根 (lateral root)および垂下根 (tap root)の両方に形成される。野生環境下で共生する根粒菌は，主にMesorhizobium属に属しているが，まれに近縁なAminobactor 属の根粒菌と共生している場合がある。
日本では，北海道利尻島から，南西諸島宮古島までに広く分布しており，国外では東アジア一帯に広く分布している。山域から海岸沿いまで幅広い環境に生育している。特に，背の低い草原でよく日の当たるところに多く，岬や田畑周辺に生育している。
染色体数は2n = 12。ゲノムサイズは450 Mb/1C 前後であるとされている。
日本におけるミヤコグサは，朝鮮半島から対馬を経由して九州に定着し，最終氷期の終了に伴って日本において分布域を拡大したと推定されている。

## 名称

### 和名
名前は「都草」もしくは「脈根草」の意味であると考えられているが，厳密な起源は明らかでない。
ミヤコグサの名前が残されている最も古い文献は，大和本草であるとされており，その中では"百脈根 ミヤコグサ細草也 四月黄花を開く 花形豌豆花に似たり 色よし葉小にして三つに分る仙臺ハギの如にして小也 京都大仏の前耳塚の辺りに多し 本草山艸上に出たり 実は莢ありて両々相生す "とされている。その後，牧野日本植物図鑑において"和名都草は此草往時京都大仏の前、耳塚（みみづか）の辺りに多かりし故に名く乎<中略>漢名 百脈根 (誤用) "とされている。両文献を比較すると，牧野富太郎は大和本草を参考にしたと推定される。しかし，漢名 百脈根は，百脈根屬(ミヤコグサ属)全般を指す言葉であり，ミヤコグサ L. japonicusを指す光叶百脉根とは異なる。このような混乱より，現在まで名称の起源が決定されていない。また，漢名 百脈根の初出は新修本草 (唐本草)であるとされており，編纂された西暦659年にはすでにミヤコグサまたはその近縁種が認識されていたとされる。
別名として、烏帽子草と呼ばれる場合もある。牧野日本植物図鑑では，"烏帽子草ハ花形ニ由リシ名ナリ"とされ，花の形に由来するものだとしている。「鳥の足」の別名もある。
また、大阪城にこの花が咲いており、淀君が大変愛したことから、「淀君草」とも呼ばれる。

### 学名
従来まで，セイヨウミヤコグサ L. corniculatus L.の変種として扱われてきた．しかし，後述の通りミヤコグサは2倍体であり，4倍体のセイヨウミヤコグサと染色体数が異なる．また，両者の交配は困難であり，形態的に区別できることからも，近年では独立種として認識されている．また，近年の遺伝子系統解析より，ミヤコグサの姉妹種がL. burttii BorsosやL. krylovii Schischk. & Serg.,であることが示唆されたため，セイヨウミヤコグサとは系統的にも別種であると考えられている．

## 研究
ミヤコグサは，下記の特徴よりマメ科植物の最初のモデル植物として提唱された；(1) ゲノムサイズが小さい (442.8 Mb: Gifu B-129; 472.1 Mb: Miyakojima MG-20)，(2) 世代期間が3 - 4か月と短い，(3) 種子生産が多い，(4) 植物サイズが小さい，(5) 人工授粉が容易である，(6) アグロバクテリウムによる形質転換が可能である。モデル植物として提唱されて以降，マメ科の特徴である共生窒素固定に関する研究など幅広い分野で利用されている。
2003年より日本のナショナルバイオリソースプロジェクト (National BioResource Project: NBRP) ミヤコグサ・ダイズとして，ライフサイエンス研究の基礎・基盤となるバイオリソースとして収集，保存，提供が行われている。また，同プロジェクトは2019年に第4期目を迎え，宮崎大学を代表機関，東北大学を分担機関として"基盤情報の再構築と拡充"をテーマに事業が進められている。

### ミヤコグサの研究
ミヤコグサ実験系統"Miyakojima MG-20"の全ゲノム配列は2008年に他マメ科植物に先駆けて決定された。

#### ミヤコグサ集団ゲノミクス解析
2019年にはNBRPの収集したミヤコグサ野生系統136系統を用いた集団ゲノム解析が行われ，日本におけるミヤコグサ集団の歴史が明らかとなった。集団ゲノム解析より，日本におけるミヤコグサは遺伝的に3つの分集団(1: 鹿児島・沖縄に自生する系統，2: 九州東岸・四国・関西に自生する系統，3: 阿蘇・山陰・北陸・関東・東北・北海道に自生する系統)に分けられることが明らかとなり，南部集団に比べて北部集団(3)の遺伝的多様性が著しく低く，九州集団の遺伝的多様性が高いことが明らかとなった。このことから，日本におけるミヤコグサ集団は，南部集団から北方へ移動していったことが示唆される。また，Pairwise Sequentially Markovian Coalescent (PSMC: 英語参考) 解析の結果，これら3つの分集団の分岐が約が1万 - 1万8千年前と推定された。また，長崎県対馬に自生する系統と他全系統の遺伝的距離が大きいこと，これら3つの分集団の祖先的な性質を持つことより，対馬近辺に日本におけるミヤコグサ集団の祖先集団が存在していたと推定される。これらのことから，ミヤコグサは原産地の中央アジアから東に分布域を拡大し，朝鮮半島から対馬を経由して九州に定着，分集団を形成し，最終氷期の終了に伴って分集団(2)と(3)が北方に急速に分布を拡大したと考えられている。
さらに同集団ゲノム解析と実験分類学アプローチを組み合わせることで，ミヤコグサの分布拡大に伴い，環境適応が関連していることが示された。集団ゲノム解析に用いられたミヤコグサ野生系統を，東北大学(鹿島台圃場：宮城県大崎市)と宮崎大学で栽培したところ，東北大学圃場では北方分集団(3)に比べて南方分集団(1,2)の越冬率が低くなることが明らかとなった。一方，宮崎大学圃場では南方分集団(1,2)の越冬率は高かったものの，北方集団(3)は夏以降の生育が悪く，越冬率が下がることが明らかとなった。また，開花期についても北方集団は9月以降の開花が抑制され，南方集団(1,2)より長期間にわたり開花することが明らかとなった。これらの表現型の違いと遺伝子多型を比較するゲノムワイド関連解析を行ったところ，表現型と関連する一塩基多型(SNPs)が検出され，これらのSNPsが分集団間でFstの高い領域と一致することが明らかとなった。これらの結果より，越冬性に関する遺伝子や開花の調節に関する遺伝子が地域適応に関与したことが強く示唆され，これらの遺伝子がミヤコグサの日本における分布域の拡大に影響したと考えられる。

### ミヤコグサ共生根粒菌の研究
ミヤコグサが野生環境下で共生する根粒菌は主にMesorhizobium[[[メソリゾビウム属|メソリゾビウム]属]]に属し，ミヤコグサ根粒菌としてM. japonicum MAFF303099とM. loti TONO の2株のゲノム解析が完了され，公開されている。
ミヤコグサ属に共生する根粒菌の研究は，1949年までさかのぼることができる。1965年には，ミヤコグサ属の中でも"old-type"な共生を営むL. uliginosusと"advanced-type"な共生を営むL. corniculatusとして区別され，1970年代よりL. corniculatusを用いた菌体外多糖や微細構造研究などが盛んに行われるようになった。そして，1982年にL. corniculatusにより単離されたRhizobium loti NZP2213が記載される。しかし，R. lotiは，それまでに記載されていたRhizobium属やBradyrhizobium属の根粒菌に対して遺伝的に独立であることが示されたことより，"fast-growing rhizobia" (Rhizobium属)と"slow-growing rhizobia" (Bradyrhizobium属)の中間として"meso-growing rhizobia" Mesorhizobium属とすることが1994年に武漢で開催されたInternational Symposium on Diversity and Taxonomy of Rhizobiaで提唱され，1997年にMesorhizobium属が新属として認められた。

## 利用
一部では食用にされていたと認識されているが，日本において食用にされていたことを示す文献は不明瞭である。しかし，四川中药志に清熱解毒作用の記述があることから，東洋医学の薬用として利用されてきたのではないかと考えられる。
近縁のセイヨウミヤコグサ (L. corniculatus L.) , ネビキミヤコグサ (L. pedunculatus Cav.), やワタリミヤコグサ (L. tenuis Waldst. et Kit. ex Willd) などは家畜の飼料や，グラウンドカバー，土壌侵食防止などに使用される。

## 近縁種
ミヤコグサ属 (Lotus) は120 - 130種を含み，Lotea の中で最も大きな属となる．Lotus属はヨーロッパ，アジア，アフリカ，オーストラリア，太平洋と大西洋の島々，インド洋のソコトラ諸島の海浜から高山まで広く分布している．
形態種として，宮古島に生育するミヤコグサ (MG-20集団) はL. miyakojimae Kraminaと記載されている．しかし，ミヤコグサ MG-20系統は他ミヤコグサ系統と交配が可能であり，F1植物は良好に生育し，世代をまわすことが可能である．そのため，生物学的種概念のもとでは別種と認められず，現在までにL. miyakojimaeという種の認知は浸透していない．

### 日本に生息するミヤコグサ属植物
Global Biodiversity Information Facility (GBIF) によると，日本よりミヤコグサ属植物６種の採集記録が存在する。

#### 在来種
シロバナミヤコグサ (L. australis Andr.)
九州以南 ~ 南西諸島に見られる。ミヤコグサの白花品種ではなく、別種である。全体にやや多肉な植物で、地表を茎がはう。葉の構成はほぼ同じだが、子葉は細長く、葉そのものではなくて子葉ごとに立つ感じになる。花軸は短い。先端の花は4-5個。花は真っ白。果実は細長い円筒形。琉球列島の海岸の岩の上に生える。国外では熱帯アジアからオーストラリアにまで分布がある。
ニシキミヤコグサ (L. krylovii Schischkin & Serg.; [Synonym] L. corniculatus L. var. japonicus Regel f. versicolor Makino )
日本各地に分布しているが，正確な分布域はまとめられていない．基本的な植物体の形質はミヤコグサによく類似しているが，花色が黄色から赤，もしくは紫に変化することより区別できる．花期は5月から8月とされているが，すべての花が一様に赤くなることはなく，一つの花序においても赤花と黄花が混在する．生育地は塩基や塩性の湿地，湖畔，海岸粋であることが多い．国外では，東アジア，東南アジア，中央アジア，東ヨーロッパ，および北アメリカに分布している．また，新疆より採取されたと記録のあるL. frondosus (Freyn)はL. kryloviiの誤同定であることが指摘されている．

#### 帰化種
セイヨウミヤコグサ (L. corniculatus L.)
日本各地に分布しているが，関東以北の日本海沿岸や北海道によく分布している。現在では日本のほか、北アメリカ、オーストラリアにも帰化している。一つの花序につく花の数が7個までと多数の花がつくこと、茎や葉に毛があること，がく裂片が筒部と同じかやや短いこと，などの形態で区別される。しかし，ミヤコグサにおいても茎や葉に毛が確認されることが多く，花以外での識別は困難なことが多い。基本的には自家不和合性である。
ネビキミヤコグサ (L. pedunculatus Cav.; [Synonym] L. uliginosus Schkuhr)
ワタリミヤコグサ (L. tenuis Waldst. et Kit. ex Willd.; [Synonym] L. glaber Mill., nom. rejic)
Lotus palustris Willd.